# Први устанак (опера)
Први устанак (Prvi ustanak), народна опера у четири чина Светомира Настасијевића.

## Либрето
Према истоименој драми Славомира Настасијевића.

## Праизведба
1957, Београд у Коларчевој задужбини, (опера је написана 1954. у поводу 150-година Првог српског устанка).

## Ликови и улоге
Вуле Илић, хајдук Станоја Главаша – тенор

Илија Бирчанин, кнез српски – баритон

Алекса Ненадовић, кнез српски	 – тенор

Јелена, робиња – сопран

Мајка, Јеленина мајка – мецосопран

Мехмед Фочић-Ага – бас-баритон

Кара-Хусеин – баритон

Филип Вишњић, слепи гуслар – тенор

Карађорђе Петровић, вођа устаника – баритон

Станоје Главаш, вођа хајдука – бас-баритон

Васа Чарапић, војвода устанички – тенор

Теодосије Марковић, кнез српски – баритон

Конда, бимбаша Узур-Бега – баритон

Узун-Мирко, буљубаша српски – бас

Узур-Бег, војни заповедник турски – тенор

Бећир, Усеин и Хасан, турски стражари – тенор, баритон и бас
Хор: сељаци, раја, Турци, војводе и кнезови (Сима Марковић, Арсеније Лома, Петар Јокић, Танаско Рајић, Марко Катић и друге војводе и кнезови), устаници, српски и турски војници.
Статисти: народ, пратиоци бимбаше Конде, устаници, момци Узун-Миркови и турски стражари.

## Место и време
Догађа се у Србији на почетку деветнаестог века од 23. јануара 1804. до 30. новембра 1806. године.

### I чин - „Сеча кнезова"
I чин на вики-књигама (wikibooks)
23. јануар 1804. године. У шумском уточишту хајдука, нашао се и Вуле Илић, хајдук Станоја Главаша. Долазе хајдуци и сељаци и моле га да ослободи заробљене српске кнезове, Алексу Ненадовића и Илију Бирчанина. У то пролазе Турци који воде Робињу. Вуле је ослобађа и убија Турке. Долази Мехмед Фочић-Ага са својом војском и води заробљене кнезове. Народ га моли да их ослободи и нуде му силно благо за њих. Фочић-Ага их одбија, јер се "за благо робље откупљује, а ово су два српска арслана". Алекса и Илија саветују народ да се дижу на оружје, да освете њих и друге српске кнезове. Фочић-Ага их одводи. Робиња оплакује кнезове. Долази слепи гуслар Филип Вишњић и уз гусле пева песму "Почетак буне на дахије", а народ му се придружује у речима: 

"Земан дош'о, ваља војевати,

за крст часни крвцу прољевати,

за крст часни и слободу златну!"

### II чин - „Избор вође"
II чин на вики-књигама (wikibooks)
15. фебруар 1804. године. Јутро у шуми подно орашачке планине. Окупљени су српски кнезови и војводе. Карађорђе им поручује да су се окупили да изаберу вођу, да се дижу против Турака. Теодосије му каже да га народ жели за вођу. Карађорђе то одбија јер је преке нарави и врло строг и предлаже Станоја Главаша. Станоје му говори да није за хајдука да буде вођа, да је народ душом и телом уз Карађорђа. Сви су упорни и Карађорђе прихвата. Узима барјак и целива га уз пророчке речи "Из раје ће народ васкрснути".

### III чин - „Збег"
III чин на вики-књигама (wikibooks)
Планинска котлина у којој је народ нашао склониште од Турака. Јелена, Робиња из првог чина, је несрећна јер воли незнаног хајдука који ју је ослободио од Турака, а за којег верује да је мртав. Мајка јој говори да је то Вуле Илић. Наилазе сељаци и рањеници са боја на Мишару, радосни због победе. Међу њима је и Вуле Илић. Јелена је пресрећна. Вуле је шаље својој кући, у сигурност, а он ће доћи када са Турцима бој заврше. Долазе и кнезови и војводе на челу са Карађорђем, већају шта им је даље чинити. Одлучују да нападну Београд. Придружује им се и Конда, бимбаша Узур-Бега, који је пребегао устаницима будући српског порекла и открива им начин како да упадну у београдску тврђаву. Чин се завршава љубавним дуетом Јелене и Вулета.

### IV чин - „Ослобођење Београда"
IV чин на вики-књигама (wikibooks)
30. новембар 1806. Догађа се у глуво доба ноћи на Сава-капији београдске тврђаве унутар града. Турски стражари дремају. Долази Узур-Бег који их упозорава да буду будни и пазе. Када он оде, стражари поново полежу. Наједном се преко зида пребацују Конда, Узун-Мирко и његови момци. Настаје борба. Њих двојица су рањени, али Узун-Мирко успева последњим напором да отвори капију кроз коју навале устаници. Борба код капије је убрзо завршена. Долазе жене и видају ране рањеницима и одвлаче убијене Турке. Долази један војник и јавља да је и Стамбол-капија пала. Устаници спроводе заробљене Турке. Опера се завршава херојским хором народа "Ниче раја к'о из земље трава!".